# Inundación no natural
Inundaciones no naturales

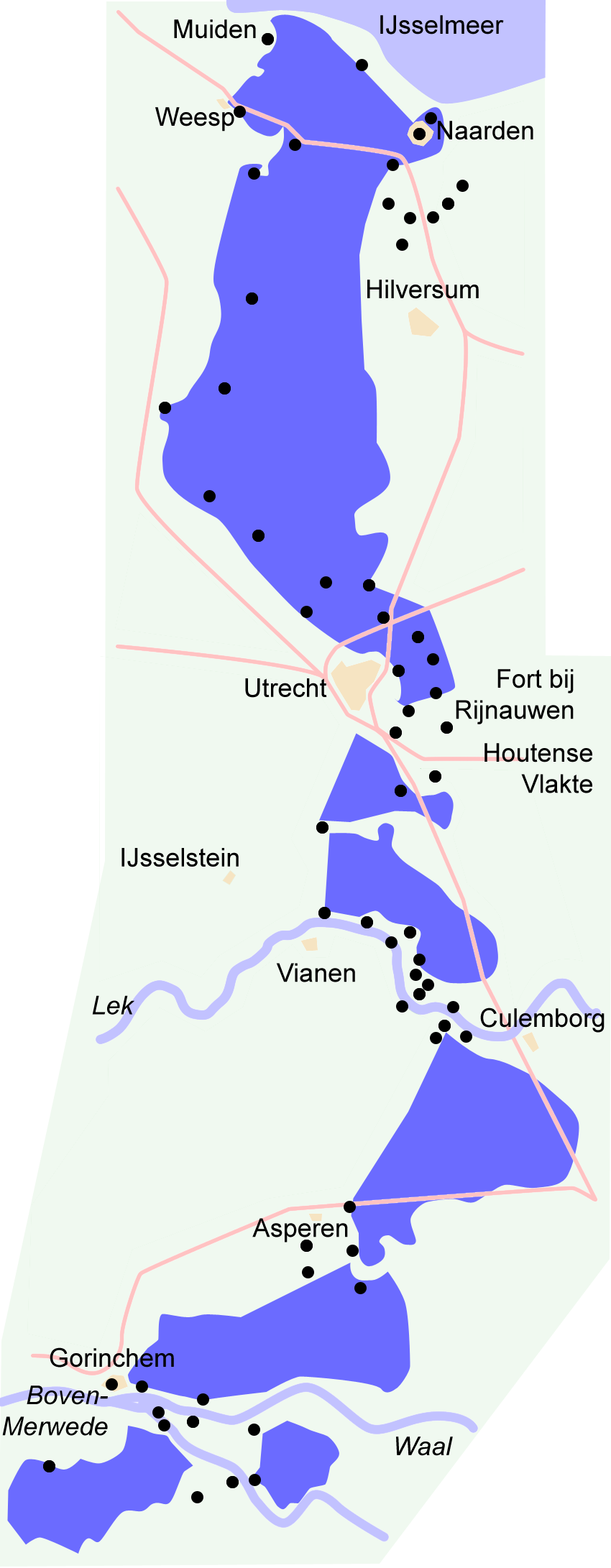
La nueva línea de agua alemana como un ejemplo de una compleja inundación militar controlada.

Inundación (del latín «inundatio») es el acto de inundar intencionadamente tierras que en otro caso se mantendrían secas para fines militares, de agricultura o de gestión fluvial y el resultado de tal acto.

## Definición
El sustantivo «inundación» se refiere a la acción y efecto de inundar; un desbordamiento, una inundación, un aumento y propagación de agua sobre los terrenos. Por consiguiente, debería ser distinguido de otros tipos de inundaciones no causadas por el hombre. También se debería saber que estos tipos de inundaciones no sucederían sin la intención humana. Por ejemplo, la inundación de las mareas de áreas que caen secas en el reflujo, y las inundaciones periódicas de los ríos no son inundaciones en el sentido que se pretende aquí.
Esta última condición implica que, en la mayoría de las topografías, el acto generalmente se aplica a causar un desbordamiento de un río o arroyo al represarlo. Este es el único método previsto en 1888 en el libro militar británico, discute la técnica correctamente bajo «obstáculos militares». Sin embargo, en áreas que se han visto recuperadas por el mar como lagos, están protegidas artificialmente por las aguas (ya sean acumuladas por precipitaciones, o la fuente de agua que inundaría el área recuperada si no estuviera protegida de forma artificial), un ejemplo sería las entidades hidrológicas artificiales, conocidas como pólderes, se puede inundar simplemente al volver a darle acceso a la fuente de agua. En esta última perspectiva, la inundación puede ser simplemente una forma de ingeniería hidráulica.
Antes de limitar el concepto del uso militar, debería reconocerse que hay por lo menos dos tipos de posibles inundaciones debido al acto humano: 
-Usos agrícolas, como en la preparación de arrozales para el cultivo de arroz semiacuático en muchos países. 
-La forma de desviar las aguas de inundación en un río en la fase de inundación aguas arriba de las áreas que se consideran más valiosas que las áreas que se sacrifican de esta manera  (lo que se puede llamar «ingeniería hidráulica profiláctica»). Esto se puede hacer como en el 2011 incumplimiento intencional de diques por el Cuerpo de Ingenieros del Ejército de los Estados Unidos en Missourin o permanentemente, como en los llamados overlaten (literalmente: "let-overs"), un segmento intencionalmente disminuido en diques ribereños holandeses , como Beerse Overlaat en el dique izquierdo del río Mosa  entre los pueblos de Gassel y Linden, Brabante Septentrional. 

## Inundaciones militares

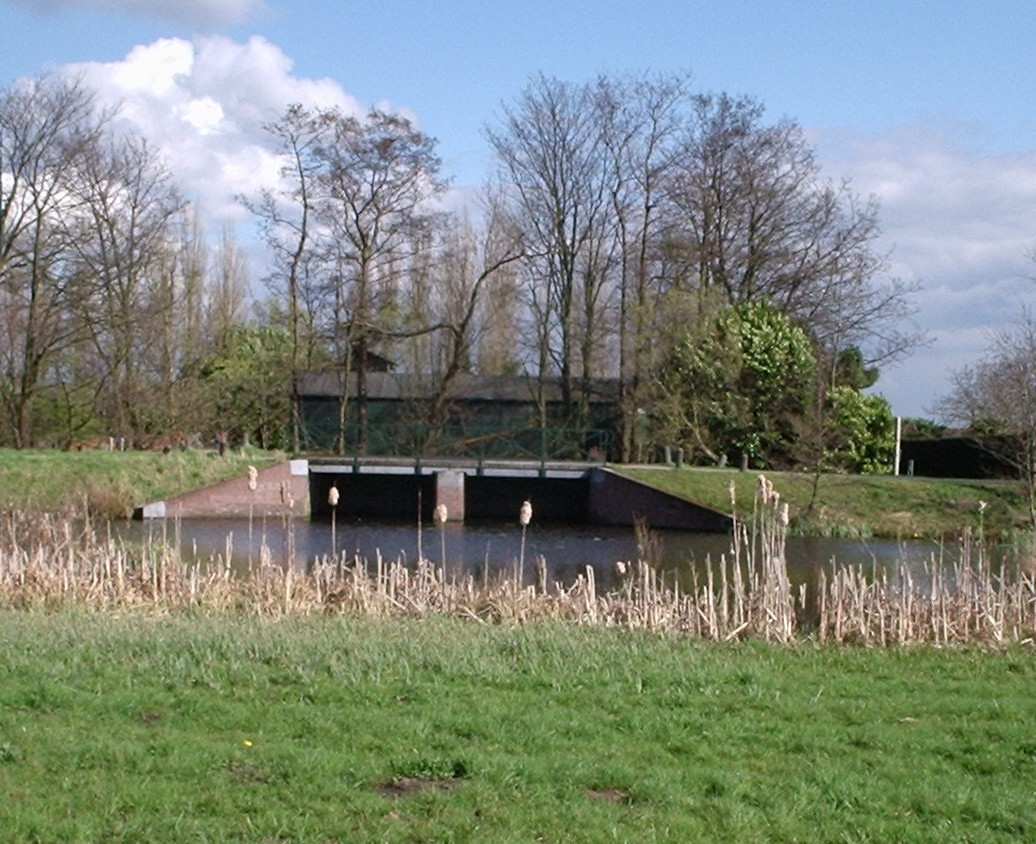
Ejemplo de una inundación en la línea de agua alemana cerca de Utrecht para una inundación controlada.

Las inundaciones militares crean un obstáculo en el terreno, con la intención de impedir el movimiento a los enemigos. Esto se hace por el propósito ofensivo y defensivo. Además, los métodos utilizados son una forma de ingeniería hidráulica, puede ser útil diferenciar entre inundaciones controladas (como en la mayoría de las inundaciones históricas en los Países Bajos bajo la República Holandesa y sus estados sucesores en esa área  y ejemplificada en el dos Hollandic Water Lines, la Stelling van Amsterdam, la Frisian Water Line, la IJssel Line, la Peel-Raam Line y la línea Grebbe en ese país) y las incontrolables (como en el segundo Asedio de Leiden durante la primera parte de la Guerra de los Ochenta Años, y la Inundación de Walcheren, y la Inundación del Wieringermeer durante la Segunda Guerra Mundial). Contar como controlada una inundación militar tiene que tener en cuenta los intereses de la población civil, permitiéndoles una evacuación oportuna, haciendo que la inundación sea reversible, y tratando de minimizar el impacto ecológico adverso de la inundación. Como explica Vandenbohed, ese impacto también puede ser adverso en un sentido hidrogeológico si la inundación dura mucho tiempo.
Desde un punto de vista legal las inundaciones militares deberían ser, por lo tanto  una toma del gobierno y una propiedad privada bajo la protección constitucional en muchos países.

## Causas humanas
Las causas humanas son las siguientes:
- Deforestación debido a las actividades humanas , se tala masivamente bosques y selvas, lo cual es un gran problema, debido a que la vegetación retiene grandes cantidades de agua, que libera incluso una vez acabadas las precipitaciones.
- Canalizaciones de agua en las ciudades que se desbordan por las precipitaciones.
- Distintas construcciones en las ciudades realizadas en zonas demasiado cercanas al mar o a los ríos o construcciones que se realizan en zonas antes ocupadas por el mar o los ríos. Como consecuencia, cuando se dan distintos fenómenos naturales, el agua puede inundar las tierras.*
- Rupturas de presas o diques, que liberan grandes cantidades retenidas de agua.
- Vertidos de basuras o materiales que taponan los cauces de los ríos.
- Cambio climático, que pueden acelerar otros procesos como la fusión de nieves.[3]

Las Causas de las inundaciones tendrán mayores consecuencias en relación con el punto donde se produzcan. En la antigüedad las poblaciones se asentaban al costado de los ríos. Así obtenían la canalización de sus aguas y verter en ellas los saneamientos de la ciudad. Las nuevas urbes proceden de aquellas y por ello las grandes ciudades del mundo se hallan lindantes a un río que las atraviesa. Esa proximidad provoca que en el crecimiento del cauce pueda rebosar y causar inundaciones más graves cuanto mayor sea el nivel.

## Consecuencias de las inundaciones
- Económicas: las inundaciones provocan la pérdida de grandes cantidades de bienes materiales, a la que hay que sumarle el coste de reconstruir las infraestructuras. También pueden ser globales, por ejemplo, que el país dañado tenga una gran pérdida de un determinado producto, que hace que haya menos oferta, los precios aumenten y otros países deban satisfacer esa demanda con sus exportaciones. Además, que pueden hacer que las personas se queden sin hogar, por destrucción de sus viviendas.
- Medio ambientales: daños a tierras agrícolas, daños a cultivos y a la producción de alimentos. Además, las inundaciones también propagan la contaminación, dañando a los animales y a los seres humanos.
- Salud: las inundaciones aumentan el riesgo de enfermedades de transmisión fecal-oral y transmite patógenos como malaria, dengue, leptospirosis, fiebre amarilla selvática o cólera. Las condiciones insalubres y de hacinamiento en los refugios de socorro a menudo también conducen a un mayor riesgo de enfermedades. Las personas también pueden sufrir lesiones como consecuencia de árboles caídos, líneas eléctricas u otros desechos. Incluso una lesión leve, como un corte en la pierna puede ser mortal si se infecta y hay un acceso limitado a los hospitales. Las inundaciones destruyen casas provocando que las personas se queden sin hogar. Los refugios de socorro se llenan y no pueden acomodar a todos, por lo que facilita el contagio de enfermedades respiratorias, por ejemplo.[5]